# Lekkoatletyka na Igrzyskach Śródziemnomorskich 2005
Lekkoatletyka na Igrzyskach Śródziemnomorskich 2005 – zawody lekkoatletyczne, które odbywały się od 29 czerwca do 2 lipca. Arenę zmagań sportowców był Estadio de los Juegos Mediterráneos w Almerii.

## Rezultaty

### Mężczyźni
| Konkurencja           |                                                                                     | Wynik     |                                                                                 | Wynik     |                                                                            | Wynik     |
| --------------------- | ----------------------------------------------------------------------------------- | --------- | ------------------------------------------------------------------------------- | --------- | -------------------------------------------------------------------------- | --------- |
| 100 m                 | Matic Osovnikar                                                                     | 10,35     | Lueyi Dovy                                                                      | 10,40     | Marco Torrieri                                                             | 10,46     |
| 200 m                 | Matic Osovnikar                                                                     | 20,75     | Alessandro Attene                                                               | 20,97     | Josip Šoprek                                                               | 21,02     |
| 400 m                 | Sofiène Labidi                                                                      | 45,60     | Željko Vincek                                                                   | 45,90     | Ridha Ghali                                                                | 45,95     |
| 800 m                 | Antonio Reina                                                                       | 1:47,03   | Eugenio Barrios                                                                 | 1:47,36   | Amine Laâlou                                                               | 1:47,58   |
| 1500 m                | Arturo Casado                                                                       | 3:45,61   | Adil Kaouch                                                                     | 3:45,78   | Christian Obrist                                                           | 3:45,88   |
| 5000 m                | Ali Saïdi-Sief                                                                      | 13:29,94  | Hicham Bellani                                                                  | 13:30,35  | Khoudir Aggoune                                                            | 13:30,54  |
| 10 000 m              | Mohamed Amine                                                                       | 29:13,05  | Carlos Castillejo                                                               | 29:13,91  | El Hassan Lahssini                                                         | 29:15,86  |
| Półmaraton            | Saïd Belhout                                                                        | 1:05:01   | Abdelkebir Lamachi                                                              | 1:05:05   | José Manuel Martínez                                                       | 1:05:12   |
| 3000 m z przeszkodami | Brahim Boulami                                                                      | 8:15,15   | Antonio David Jiménez                                                           | 8:24,47   | Gaël Pencréach                                                             | 8:25,82   |
| 110 m ppł             | Felipe Vivancos                                                                     | 13,53     | Andrea Giaconi                                                                  | 13,69     | Jurica Grabušić                                                            | 13,73     |
| 400 m ppł             | Gianni Carabelli                                                                    | 49,32     | Laurent Ottoz                                                                   | 49,41     | Platon Gavelas                                                             | 49,99     |
| Skok wzwyż            | Kiriakos Joanu                                                                      | 2,24      | Ioannis Constantinou                                                            | 2,21      | Grégory Gabella                                                            | 2,21      |
| Skok o tyczce         | Konstandinos Filipidis                                                              | 5,60      | Pierre-Charles Peuf                                                             | 5,55      | Jérôme Clavier                                                             | 5,55      |
| Skok w dal            | Salim Sdiri                                                                         | 8,05      | Issam Nima                                                                      | 7,92      | Asterios Nousios                                                           | 7,91      |
| Trójskok              | Hristos Meletoglou                                                                  | 17,09     | Tarik Bougtaib                                                                  | 17,00     | Sébastien Pincemail                                                        | 16,73     |
| Pchnięcie kulą        | Edis Elkasevic                                                                      | 20,26     | Manuel Martínez                                                                 | 19,97     | Hamza Alić                                                                 | 19,49     |
| Rzut dyskiem          | Mario Pestano                                                                       | 63,96     | Igor Primc                                                                      | 59,27     | Ercüment Olgundeniz                                                        | 54,90     |
| Rzut młotem           | Eşref Apak                                                                          | 77,88     | Alexandros Papadimitriou                                                        | 75,57     | Nicolas Figère                                                             | 75,30     |
| Rzut oszczepem        | Vitoli Tipotio                                                                      | 75,20     | Francesco Pignata                                                               | 74,51     | Firas Zaal Al-Mohammed                                                     | 73,49     |
| Dziesięciobój         | Romain Barras                                                                       | 8127 pkt. | Rudy Bourguignon                                                                | 7886 pkt. | Hamdi Dhouibi                                                              | 7847 pkt. |
| Chód na 20 km         | Francisco Javier Fernández                                                          | 1:22:45   | Juan Manuel Molina                                                              | 1:24:11   | Michele Didoni                                                             | 1:26:06   |
| Sztafeta 4 × 100 m    | Włochy · Luca Verdecchia · Alessandro Attene · Massimiliano Donati · Marco Torrieri | 39,13     | Francja · Frédéric Krantz · Idrissa M’Barke · Christophe Cheval · Jimmy Melfort | 39,49     | Słowenia · Matjaž Borovina · Matic Osovnikar · Boštjan Fridrih · Jan Žumer | 39,57     |
| Sztafeta 4 × 100 m    | Hiszpania · David Canal · David Testa · Eugenio Barrios · Antonio Manuel Reina      | 3:03,65   | Francja · Abderahim El Haouzy · Ahmed Douhou · Rémi Wallard · Richard Maunier   | 3:04,84   | Tunezja · Ridha Ghali · Laroussi Titi · Kamel Tabbal · Sofiane Labidi      | 3:06,13   |

### Kobiety
| Konkurencja        |                                                                              | Wynik    |                                                                                               | Wynik    |                                                                               | Wynik    |
| ------------------ | ---------------------------------------------------------------------------- | -------- | --------------------------------------------------------------------------------------------- | -------- | ----------------------------------------------------------------------------- | -------- |
| 100 m              | Véronique Mang                                                               | 11,44    | Sylviane Félix                                                                                | 11,46    | Vukosava Đapić                                                                | 11,58    |
| 200 m              | Alenka Bikar                                                                 | 23,65    | Lina Jacques-Sébastien                                                                        | 23,75    | Fabé Dia                                                                      | 23,78    |
| 400 m              | Dimitra Dova                                                                 | 52,67    | Phara Anacharsis                                                                              | 52,70    | Klodiana Shala                                                                | 53,23    |
| 800 m              | Laetitia Valdonado                                                           | 2:01:71  | Elisabeth Grousselle                                                                          | 2:02:47  | Binnaz Uslu                                                                   | 2:02:68  |
| 1500 m             | Fatma Lanouar                                                                | 4:10,77  | Sonja Stolić                                                                                  | 4:10:92  | Nuria Fernández                                                               | 4:11:20  |
| 5000 m             | Margaret Maury                                                               | 15:22,59 | Asmae Leghzaoui                                                                               | 15:23,30 | Silvia Weissteiner                                                            | 15:28,50 |
| 10 000 m           | Souad Aït Salem                                                              | 32:55,48 | Asmae Leghzaoui                                                                               | 32:59,24 | Olivera Jevtić                                                                | 33:30,4  |
| Półmaraton         | Zhor El Kamch                                                                | 1:13:50  | Rosaria Console                                                                               | 1:15:40  | Olivera Jevtić                                                                | 1:16:32  |
| 100 m ppł          | Glory Alozie                                                                 | 12,90    | Adrianna Lamalle                                                                              | 12,99    | Flora Rentoumi                                                                | 13,16    |
| 400 m ppł          | Benedetta Ceccarelli                                                         | 55,76    | Cora Olivero                                                                                  | 55,85    | Monika Niederstätter                                                          | 56,39    |
| Skok wzwyż         | Ruth Beitia                                                                  | 1,95     | Mélanie Skotnik                                                                               | 1,95     | Marta Mendía                                                                  | 1,89     |
| Skok o tyczce      | Vanessa Boslak                                                               | 4,40     | Ana Fitidu                                                                                    | 4,25     | Afroditi Skafida                                                              | 4,15     |
| Skok w dal         | Fiona May                                                                    | 6,64     | Niurka Montalvo                                                                               | 6,55     | Concepción Montaner                                                           | 6,49     |
| Trójskok           | Baya Rahouli                                                                 | 14,98    | Carlota Castrejana                                                                            | 14,60    | Chrysopigi Devetzi                                                            | 14,33    |
| Pchnięcie kulą     | Cristiana Checchi                                                            | 18,59    | Laurence Manfredi                                                                             | 17,47    | Chiara Rosa                                                                   | 17,34    |
| Rzut dyskiem       | Dragana Tomašević                                                            | 62,10    | Laura Bordigno                                                                                | 57,98    | Vera Begić                                                                    | 56,53    |
| Rzut młotem        | Ester Balassini                                                              | 71,17    | Clarissa Claretti                                                                             | 69,24    | Alexandra Papageorgiou                                                        | 67,13    |
| Rzut oszczepem     | Angeliki Tsiolakoudi                                                         | 62,61    | Zahra Bani                                                                                    | 62,36    | Mercedes Chilla                                                               | 57,69    |
| Siedmiobój         | Marie Collonvillé                                                            | 6017     | Argyro Strataki                                                                               | 5943     | Anzhela Atroshchenko                                                          | 5870     |
| Chód na 20 km      | Elisa Rigaudo                                                                | 1:32:44  | María Vasco                                                                                   | 1:34:28  | Beatriz Pascual                                                               | 1:36:27  |
| Sztafeta 4 × 100 m | Francja · Véronique Mang · Lina Jacques-Sébastien · Fabé Dia · Carima Louami | 43,75    | Hiszpania · Carme Blay · Belén Recio · Cristina Sanz · Glory Alozie                           | 44,47    | Włochy · Elena Sordelli · Daniela Bellanova · Manuela Grillo · Doris Tomasini | 45,18    |
| Sztafeta 4 × 400 m | Hiszpania · Julia Alba · Belén Recio · Cora Olivero · Mayte Martínez         | 3:31,45  | Francja · Phara Anacharsis · Laetitia Valdonado · Olivia Abderrhamanne · Elisabeth Grousselle | 3:31,86  | Turcja · Özge Gürler · Birsen Bekgöz · Binnaz Uslu · Pınar Saka               | 3:40,75  |

## Tabela medalowa
| Miejsce | Państwo              |    |    |    | Łącznie |
| ------- | -------------------- | -- | -- | -- | ------- |
| 1       | Francja              | 10 | 13 | 7  | 30      |
| 2       | Hiszpania            | 9  | 11 | 6  | 26      |
| 3       | Włochy               | 7  | 8  | 8  | 23      |
| 4       | Grecja               | 4  | 2  | 6  | 12      |
| 5       | Algieria             | 4  | 1  | 2  | 7       |
| 6       | Maroko               | 3  | 6  | 1  | 10      |
| 7       | Tunezja              | 3  | 1  | 3  | 7       |
| 8       | Słowenia             | 3  | 1  | 2  | 6       |
| 9       | Cypr                 | 1  | 2  | 0  | 3       |
| 10      | Chorwacja            | 1  | 1  | 3  | 5       |
| 11      | Serbia i Czarnogóra  | 1  | 1  | 2  | 4       |
| 12      | Turcja               | 1  | 0  | 4  | 5       |
| 13      | Albania              | 0  | 0  | 1  | 1       |
| 13      | Bośnia i Hercegowina | 0  | 0  | 1  | 1       |
| 13      | Syria                | 0  | 0  | 1  | 1       |
| Łącznie | Łącznie              | 47 | 47 | 47 | 141     |